# Middle Cove, New South Wales
Middle Cove este o suburbie în Sydney, Australia.